# The Rajah (film 1911)
The Rajah  è un cortometraggio muto del 1911 diretto da J. Searle Dawley. La storia, che narra di un giovane apparentemente languido ma che si rivela in realtà un leone film, si basa su un popolare lavoro teatrale dallo stesso titolo del commediografo William Young. Prodotto dalla Edison e distribuito dalla General Film, aveva come interpreti Marc McDermott, Miriam Nesbitt e Laura Sawyer.

## Produzione
Il film fu prodotto dalla Edison Manufacturing Company.

## Distribuzione
Distribuito dalla General Film Company, il film - un cortometraggio in una bobina - uscì nelle sale cinematografiche statunitensi il 14 febbraio 1911.